# Liste der Monuments historiques in Kingersheim
Die Liste der Monuments historiques in Kingersheim führt die Monuments historiques in der französischen Gemeinde Kingersheim auf.

## Liste der Objekte
| Bezeichnung               | Beschreibung                                      | Standort                        | Kennzeichnung | Schutzstatus | Datum | Bild |
| ------------------------- | ------------------------------------------------- | ------------------------------- | ------------- | ------------ | ----- | ---- |
| Skulptur Madonna mit Kind | Lindenholz, farbig gefasst und vergoldet, um 1520 | in der Kirche St-Adelphe (Lage) | PM68000185    | Classé       | 1969  |      |